# TRUST.Wohltat
TRUST.Wohltat ist ein deutscher Fernsehfilm des Regisseurs Eicke Bettinga aus dem Jahr 2007. Das Filmdrama enthält Science-Fiction-Elemente und thematisiert eine Zukunftsvision, in der Altersvorsorge durch finanzielle Investition in genetisch einwandfreie Menschen stattfindet.

## Handlung
Das Unternehmen TRUST.Wohltat verkauft Babys ohne genetische Defekte an Investoren. Die Firma sorgt für ihre Erziehung und Ausbildung – die Käufer profitieren langfristig von den Renditen, die diese Kinder im späteren Erwachsenenalter auf dem Arbeitsmarkt erwirtschaften. Das ältere Ehepaar Brecht hat in ein solches, so genanntes Talent namens Luca investiert. Auf Basis von Lucas Genen möchten Anna-Maria und Walter Brecht zudem ein nach ihren Wünschen genetisch zusammengestelltes Kind zeugen lassen. Dazu werden Lucas Gene zusammen mit denen der Leihmutter Hannah kombiniert und modifiziert.
Hannah arbeitet als Reinigungskraft und hat finanzielle Gründe das Kind auszutragen. Luca ist als Mediziner bei der Firma TRUST.Wohltat tätig. 
Erst nach der künstlichen Befruchtung und im frühen Stadium der Schwangerschaft stellt sich heraus, dass Luca Träger eines genetischen Defektes ist. Er wird zur Sterilisation beordert. Das Kind soll abgetrieben werden. Herr Friedemann betreut die Kunden Brecht und verspricht Kompensation in Form eines neuen Kindes.
Weder Luca noch Hannah wollen sich mit dieser Situation abfinden. Er spürt sie auf und gemeinsam versuchen sie den Kopfgeldjägern der Firma TRUST.Wohltat zu entkommen. Hannahs Vater stürzt sich aus dem Fenster, wodurch die beiden Gelegenheit zur Flucht erhalten. Luca und Hannah verbringen eine gemeinsame Nacht, kurz darauf wird sie jedoch gefasst. Luca setzt sich mit dem Ehepaar Brecht in Verbindung, stößt jedoch auf Ablehnung, als er eine Austragung des Kindes vorschlägt.
Luca soll medizinisch die Abtreibung an Hannah vornehmen, simuliert diese allerdings nur und verhilft ihr zu einer weiteren Flucht. Da er nicht kooperiert und seiner Arbeit nicht mehr nachgeht, wird dem Ehepaar Brecht die Rendite für ihre Investition Luca gekürzt. Hannah und Luca leben im Untergrund und warten auf die Geburt ihres Kindes. Walter Brecht findet die beiden an ihrem Rückfluchtort, beklagt seine finanzielle Notlage und stellt Luca ein Ultimatum.
Bei einem gemeinsamen Abendessen tötet Luca das Ehepaar, um den Forderungen zu entgehen. Hannah bringt das Kind zur Welt. Das Baby ist jedoch Erbberechtigter des Ehepaares Brecht. Hannah und Luca profitieren davon und ziehen in das Anwesen der Brechts ein.

## Szenische Details
Walter Brecht beschwert sich in einer Szene über eine frühere Fehlinvestition, als zwei seiner Talente an ihrem ersten Arbeitstag – also am ersten Tag der von Brecht erwarteten Rendite – Suizid begingen.

## Hintergrund
Ausgestrahlt wurde der Film im Rahmen der ZDF-Fernsehreihe Agenda 2020 – Wie werden wir leben? am 21. Mai 2007.
Eicke Bettinga erläutert: „Mir war es wichtig, das Bild einer abgestumpften Gesellschaft zu zeigen, in der grundlegende Werte fast nicht mehr existieren.“

## Kritik
Das ZDF kommentiert: „Ein Sci-Fi-Drama über zwei junge Menschen, deren Liebe an den Zwängen einer überalterten Gesellschaft zu scheitern droht.“
Laut Lexikon des internationalen Films ist TRUST.Wohltat ein „Science-Fiction-Thriller mit negativ besetzter Utopie, der ein privat organisiertes Überwachungs- und Kontrollsystem beschreibt, dessen Fortschrittsgläubigkeit sich gegen die Menschen gerichtet hat“.
TV Spielfilm kritisiert: „Eicke Bettinga entwirft eine kühl-bedrohliche Zukunftsvision; leider fesseln seine Figuren kaum.“

## Auszeichnungen
Die Produktion gewann den Zukunftspreis beim Kinofest Lünen im Jahr 2007. Im gleichen Jahr erfolgten Nominierungen beim World Film Festival in Montréal und beim Prix Europa.